# مات غريفين
مات غريفين (بالإنجليزية: Matt Griffin)‏ هو لاعب كرة قدم أمريكية أمريكي، ولد في 9 مايو 1968 في غاردنر في الولايات المتحدة.